# Lillooet (circonscription britanno-colombienne)
Pour les articles homonymes, voir Lillooet.
Circonscription électorale provinciale du Canada
Lillooet est une ancienne circonscription provinciale de la Colombie-Britannique représentée à l'Assemblée législative de la Colombie-Britannique de 1871 à 1894 et de 1903 à 1966.
La circonscription est l'une des douze première circonscriptions de la Colombie-Britannique.

## Géographie
La circonscription était située dans le centre-sud de la province.

## Liste des députés
1871-1894
| Législature                                                 | Années    | Député       | Député                  | Parti             | Député                   | Député                 | Parti             |
| Lillooet                                                    | Lillooet  | Lillooet     | Lillooet                | Lillooet          | Lillooet                 | Lillooet               | Lillooet          |
| ----------------------------------------------------------- | --------- | ------------ | ----------------------- | ----------------- | ------------------------ | ---------------------- | ----------------- |
| 1re                                                         | 1871–1872 |              | Thomas Basil Humphreys  | Indépendant       |                          | Andrew Thomas Jamieson | Indépendant       |
| 1re                                                         | 1872-1874 |              | Thomas Basil Humphreys  | Indépendant       | William Saul             | Indépendant            |                   |
| 1re                                                         | 1874-1875 |              | Thomas Basil Humphreys  | Indépendant       | William M. Brown         | Indépendant            |                   |
| 2e                                                          | 1875–1878 |              | William Morrison        | Caucus réformiste | William M. Brown         |                        | Caucus réformiste |
| 3e                                                          | 1878–1882 | William Saul | Opposition              | Opposition        | William M. Brown         |                        |                   |
| 4e                                                          | 1882-1883 |              | Alexander E. B. Davie   | Opposition        |                          | Edward Allen           | Opposition        |
| 4e                                                          | 1883-1886 |              | Alexander E. B. Davie   | Gouvernement      |                          | Edward Allen           | Opposition        |
| 5e                                                          | 1886-1889 |              | Alexander E. B. Davie   | Caucus réformiste |                          | Edward Allen           | Caucus réformiste |
| 5e                                                          | 1889-1890 |              | Alfred Wellington Smith | Gouvernement      |                          | Edward Allen           | Caucus réformiste |
| 6e                                                          | 1890-1894 |              | Alfred Wellington Smith | Gouvernement      | David Alexander Stoddart | Opposition             |                   |
| Circonscription abolie, voir Lillooet East et Lillooet West |           |              |                         |                   |                          |                        |                   |

1903-1966
| Législature                                | Années    | Député | Député                    | Parti                     |
| ------------------------------------------ | --------- | ------ | ------------------------- | ------------------------- |
| 10e                                        | 1903–1907 |        | Archibald McDonald        | Conservateur              |
| 11e                                        | 1907–1909 |        | Mark Robert Eagleson      | Libéral                   |
| 12e                                        | 1909–1912 |        | Archibald McDonald        | Conservateur              |
| 13e                                        | 1912–1916 |        | Archibald McDonald        | Conservateur              |
| 14e                                        | 1916–1920 |        | Archibald McDonald        | Conservateur              |
| 15e                                        | 1920–1924 |        | Archibald McDonald        | Conservateur              |
| 16e                                        | 1924–1928 |        | Albert Edward Munn        | Libéral                   |
| 17e                                        | 1928–1933 |        | Ernest Crawford Carson    | Conservateur              |
| 18e                                        | 1933–1937 |        | George Matheson Murray    | Libéral                   |
| 19e                                        | 1937–1941 |        | George Matheson Murray    | Libéral                   |
| 20e                                        | 1941–1945 |        | Ernest Crawford Carson    | Conservateur              |
| 21e                                        | 1945–1949 |        | Ernest Crawford Carson    | Coalition                 |
| 22e                                        | 1949–1952 |        | Ernest Crawford Carson    | Coalition                 |
| 23e                                        | 1952–1952 |        | Ernest Crawford Carson    | Progressiste-conservateur |
| 23e                                        | 1952-1953 |        | Vacant                    | Vacant                    |
| 24e                                        | 1953–1956 |        | Gordon Gibson Sr.         | Libéral                   |
| 24e                                        | 1955-1956 |        | Donald Frederick Robinson | Créditiste                |
| 25e                                        | 1956–1960 |        | Donald Frederick Robinson | Créditiste                |
| 26e                                        | 1960–1963 |        | Donald Frederick Robinson | Créditiste                |
| 27e                                        | 1963–1966 |        | Donald Frederick Robinson | Créditiste                |
| Circonscription abolie, voir Yale-Lillooet |           |        |                           |                           |

## Résultats électoraux
1903-1966
1871-1894